# Opowieści na dobranoc
Opowieści na dobranoc (ang. Bedtime Stories, 2008) – amerykański komediowy film familijny, fantasy, w reżyserii Adama Shankmana.

## Fabuła
Film opowiadający o Skeeterze Bronsonie, który pracuje w hotelu jako konserwator. Hotel był w przeszłości w posiadaniu jego rodziny. Wieczorami opiekuje się dziećmi swojej siostry Wendy, która wyjechała szukać pracy w Arizonie, podczas których opowiada dzieciom historie z Dzikiego Zachodu, ze starożytności, ze średniowiecza albo z kosmosu. W swoich opowieściach umiejscawia osoby ze swojego otoczenia. Ku jego zdziwieniu, opowieści urzeczywistniają się w jego życiu.

## Obsada
- Adam Sandler – Skeeter Bronson
- Keri Russell – Jill
- Guy Pearce – Kendall Duncan
- Jonathan Morgan Heit – Patrick
- Laura Ann Kesling – Bobbi
- Lucy Lawless – Aspen
- Aisha Tyler – Donna Hynde
- Russell Brand – Mickey
- Courteney Cox – Wendy
- Abigail Droeger – młoda Wendy
- Jasmine Dustin – Charity
- Dana Goodman – Rose
- Richard Griffiths – Barry Nottingham
- Jonathan Pryce – Marty Bronson
- Teresa Palmer – Violet Nottingham

## Wersja polska
Wersja polska: Sun Studio Polska

Reżyseria: Waldemar Modestowicz

Dialogi polskie: Ewa Mart

Dźwięk i montaż: Filip Krzemień, Maria Kantorowicz

Kierownictwo produkcji: Beata Jankowska, Marcin Kopiec

Opieka artystyczna: Maciej Eyman

Mixing Studio: Shepperton International

Tekst piosenki „Nottingham Broadway Hotel i Spa”: Michał Wojnarowski

Wykonanie piosenki: Wojciech Paszkowski

W wersji polskiej udział wzięli:
- Piotr Adamczyk – Skeeter Bronson
- Anna Dereszowska – Jill
- Wiktoria Gąsiewska – Bobbi
- Wit Apostolakis-Gluziński – Patrick
- Wojciech Paszkowski – Kendall Duncan
- Dorota Landowska – Wendy
- Agnieszka Judycka – Violet Nottingham
- Marcin Przybylski – Mickey
- Krzysztof Kowalewski – Barry Nottingham
- Jan Peszek – Marty Bronson
- Izabela Kuna – Aspen
- Joanna Jeżewska – Donna

i inni